# Knorr-Bremse

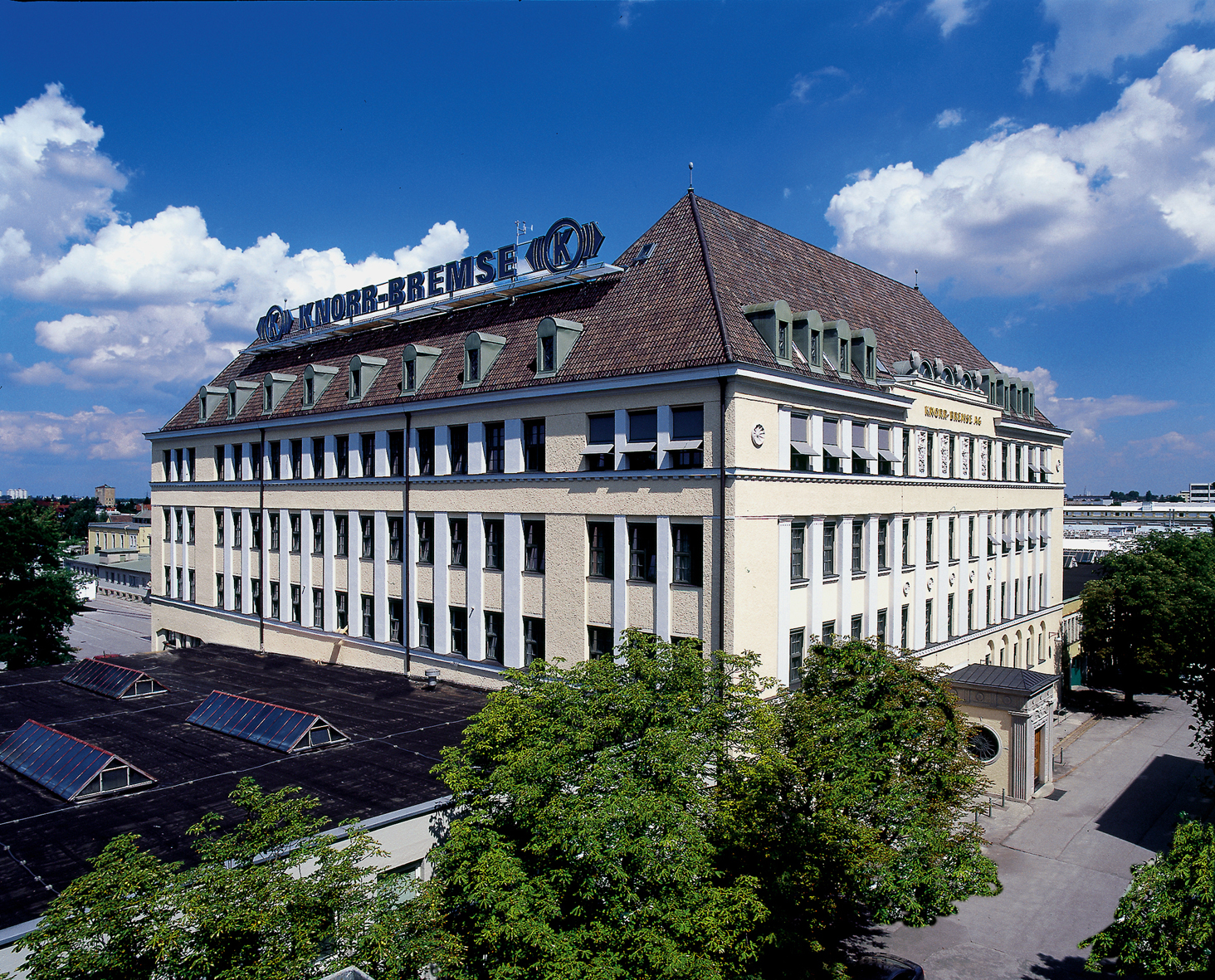
Siedziba Knorr-Bremse AG, Monachium

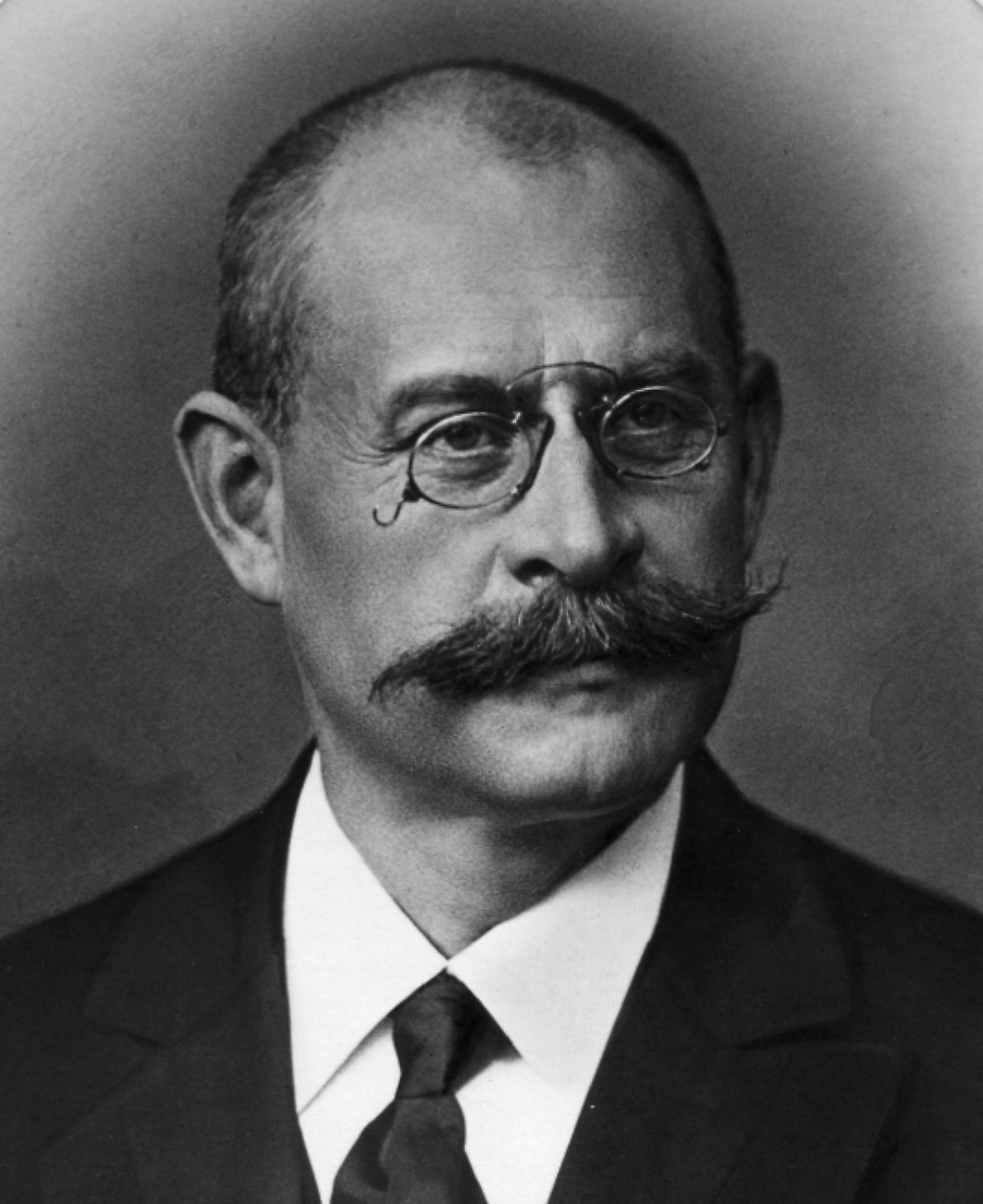
Georg Knorr (1859-1911)

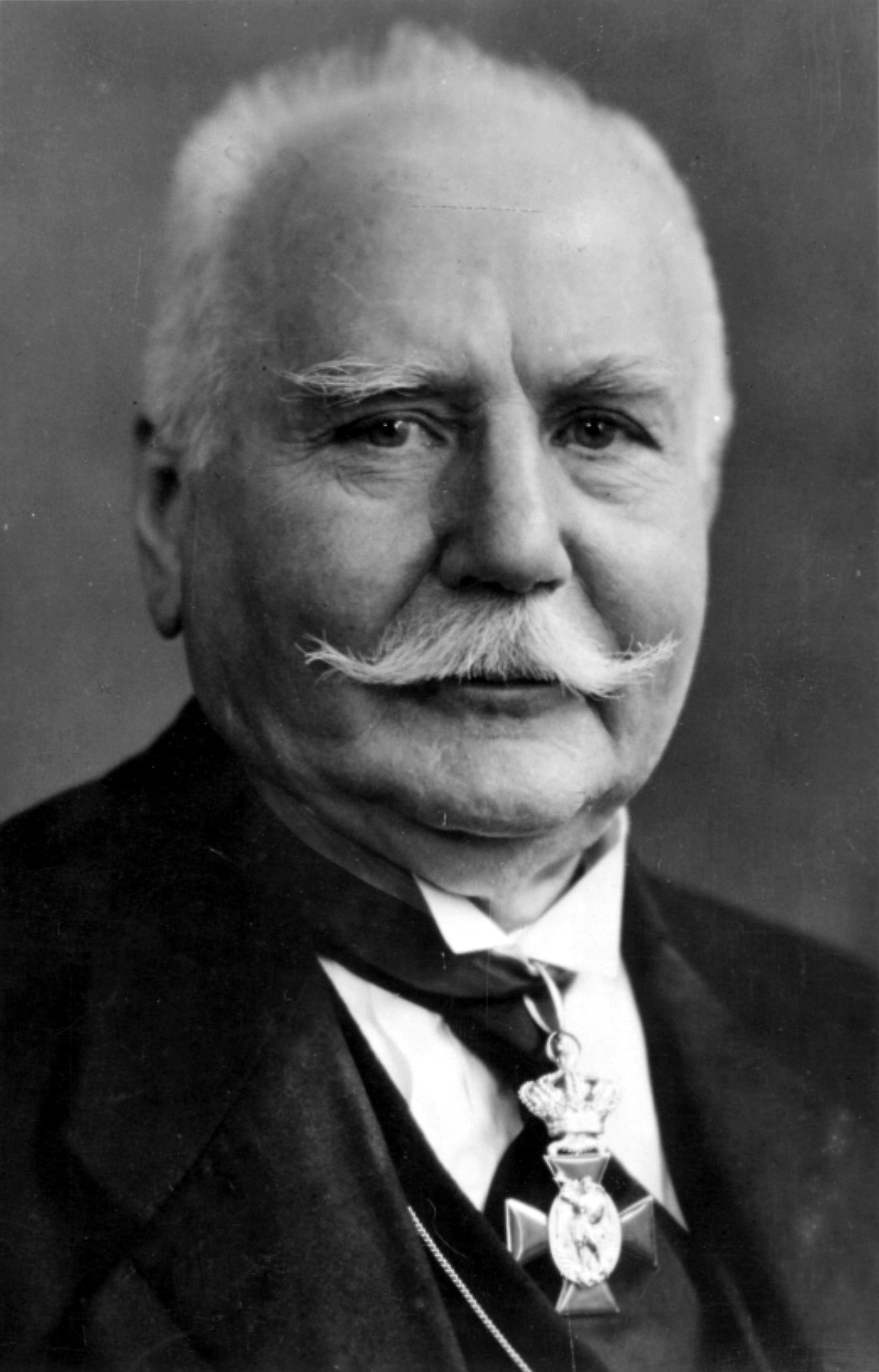
Bruno Kunze (1854-1935)

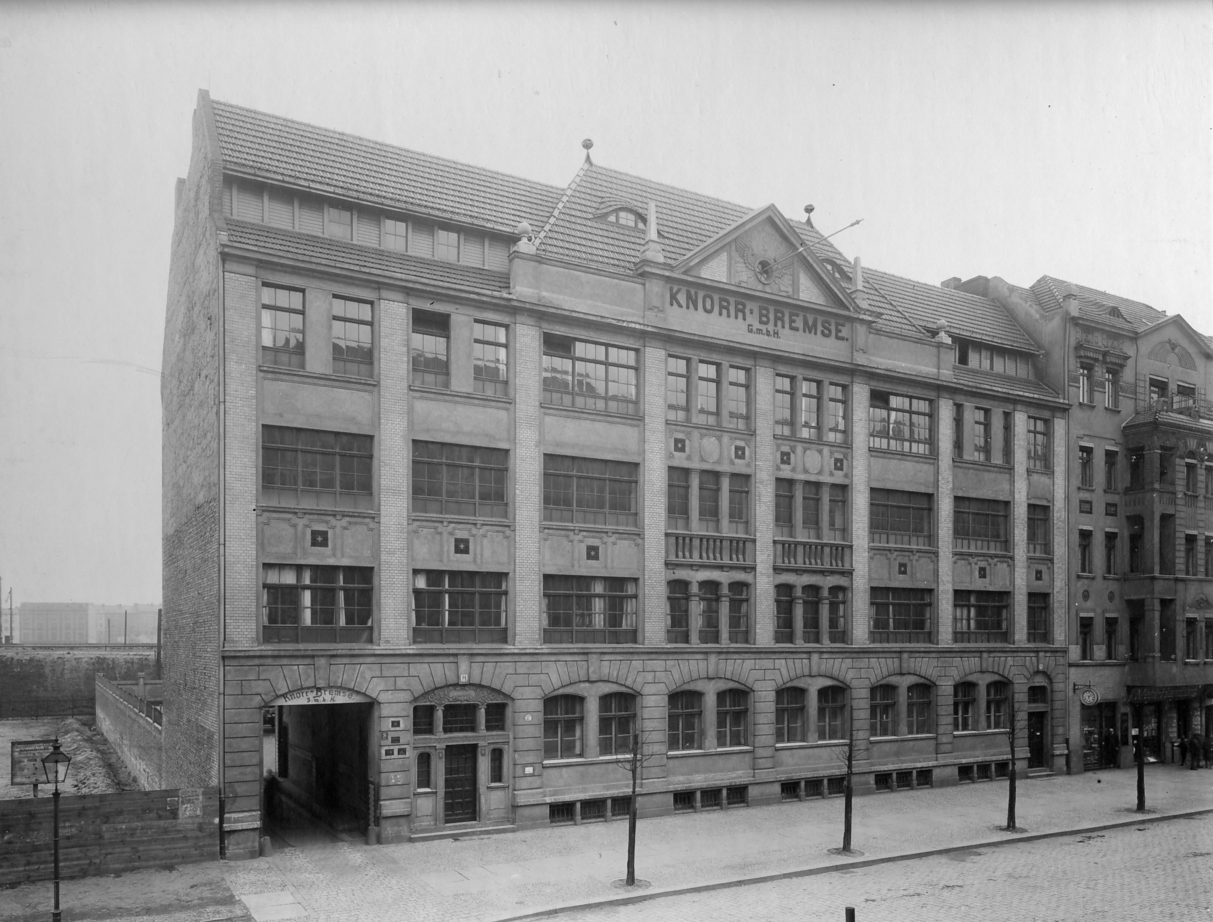
Knorr-Bremse GmbH, Berlin (1908)

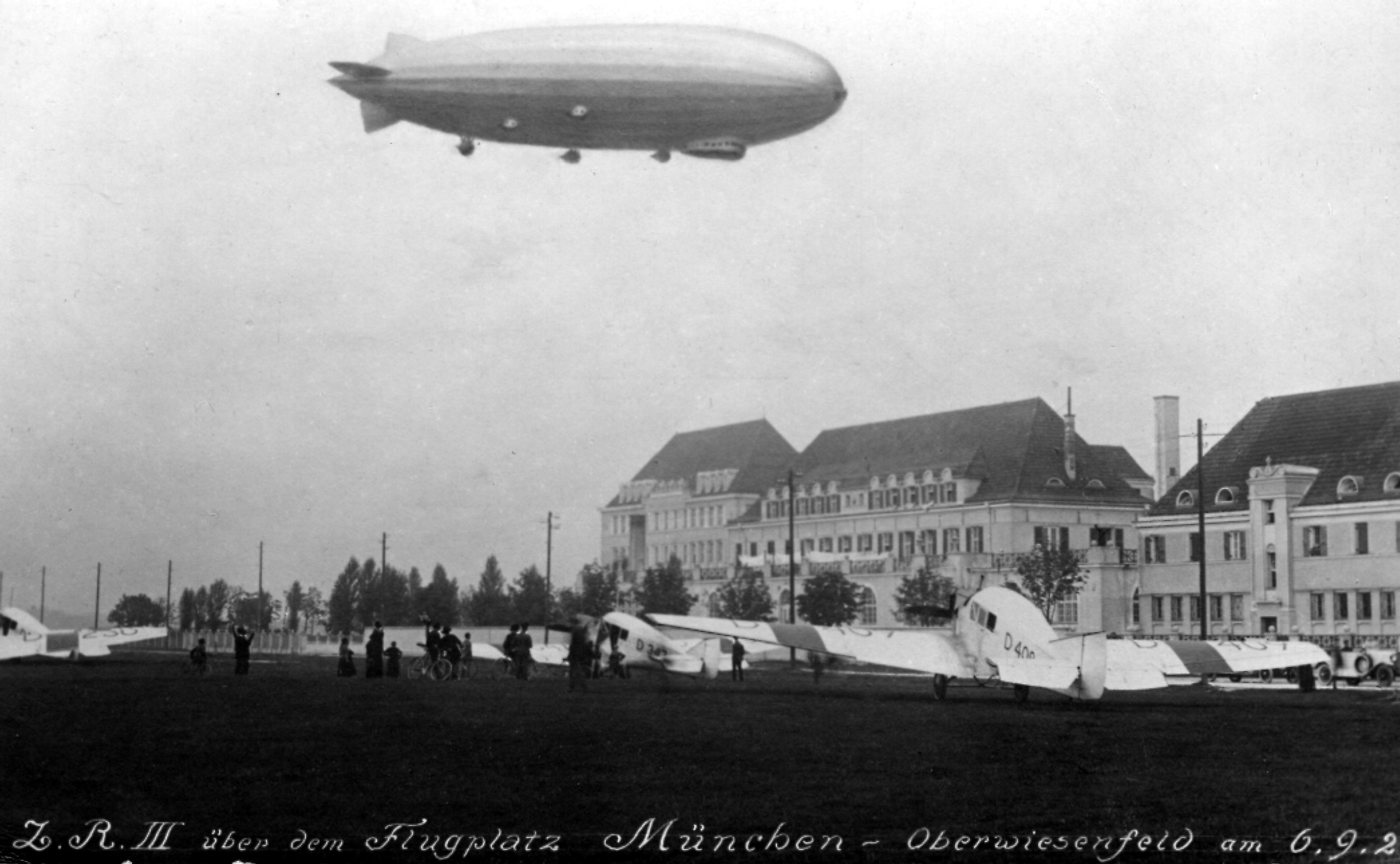
Süddeutsche Bremsen AG, Monachium (1924)

Knorr-Bremse Aktiengesellschaft („Bremse” z niem. hamulce) – niemiecki producent systemów hamulcowych do pojazdów szynowych oraz użytkowych. Portfolio grupy obejmuje inteligentne systemy drzwiowe, komponenty sterujące, systemy klimatyzacji do pojazdów szynowych, a także tłumiki drgań skrętnych oraz systemy kontroli trakcji do pojazdów użytkowych. W 2015 roku Grupa Knorr-Bremse osiągnęła sprzedaż na poziomie 5,8 mld euro, zatrudniając ponad 24 000 pracowników. W skład grupy wchodzi ponad 200 lokalizacji w 30 krajach.

## Historia

### Powstanie
Inżynier Georg Knorr założył Knorr-Bremse GmbH w 1905 roku w Boxhagen-Rummelsburg, Neue Bahnhofstraße, niedaleko Berlina (od 1920 r. część dzielnicy Berlina – Friedrichshain). Produkcję systemów hamulcowych wydzielono z firmy „Carpenter & Schulze”, która utworzona została w 1883 roku. Następnie w 1911 roku firma połączyła się z „Continentale Bremsen-GmbH” i utworzono Knorr-Bremse AG. Począwszy od 1913 roku, powstawały budynki drugiego zakładu produkcyjnego, nowej siedziby, ciepłowni oraz inne pomieszczenia.
Początkiem sukcesu komercyjnego Knorra było porozumienie się z Pruskimi Kolejami Państwowymi, które w tym czasie tworzyły Preußisch-Hessische Eisenbahngemeinschaft, na dostawę jednokomorowych szybkich systemów hamulcowych, początkowo do wagonów pasażerskich, a następnie do wagonów towarowych. „Knorr Druckluft-Einkammerschnellbremse” (K1) – hamulec pneumatyczny – wraz z systemami pobocznymi oferował wyższą klasę bezpieczeństwa w porównaniu do ówczesnych systemów tradycyjnych.
Na początku XX wieku maszynista pociągu nadal musiał uruchamiać hamulec ręcznie z „wagonu hamulcowego”. Pierwsze hamulce pneumatyczne posiadały podstawową konstrukcję, następnie opracowane zostały automatyczne hamulce pośredniego działania wykorzystujące zawory rozrządcze.

### Rozwój
W 1920 roku pierwszy zakład produkcyjny Bayerische Motoren-Werke AG (BMW, założony na przełomie 1917/1918 roku) zlokalizowany w Monachium, przy ulicy Moosacher Straße, stał się oddziałem Knorr-Bremse, dostarczając systemy hamulcowe jako Süddeutsche Bremsen-AG dla Gruppenverwaltung Bayern, dawne Königlich Bayerische Staatseisenbahnen.
W związku z brakiem dalszego zainteresowania silnikami do samolotów i samochodów, konstrukcja silnika oraz nazwa firmy BMW zostały sprzedane w 1922 roku finansiście Camillo Castiglioniemu w celu połączenia z Bayerische Flugzeugwerke AG (BWF, zlokalizowanej również w Berlinie), tym samym ustanawiając firmę po raz drugi.
Od roku 1922 do 1927 trwała budowa zakładu przy Hirschberger Straße/Schreiberhauer Straße obok Ringbahn w Berlinie oraz tunelowej drogi łączącej oba tereny.
Drugi główny obszar działalności ustanowiono w 1922 roku, kiedy Knorr przeniósł pneumatyczne systemy hamulcowe do pojazdów drogowych. Firma, jako pierwsza w Europie opracowała system, który wyhamowuje jednocześnie wszystkie cztery koła ciężarówki oraz jej przyczepy. W rezultacie skrócenie drogi hamowania w znaczący sposób przyczyniło się do poprawy bezpieczeństwa w ruchu drogowym.

### Ponowne ustanowienie
Firma przeniesiona została do zakładu Süddeutsche Bremsen-AG w Monachium. Dawne tereny wschodniej części Berlina zostały wywłaszczone po 1945 roku.
W 2002 roku Knorr przejął udziały spółki joint venture Honeywell International Inc. w Europie, Brazylii oraz USA kupując Bendix Commercial Vehicle Systems, aby tym samym stać się wiodącą firmą w branży układów hamulcowych.
| 1900    | Georg Knorr tworzy hamulec pneumatyczny „Knorr-Einkammerschnellbremse” (K1) do wagonów pasażerskich. |
| 1905-24 | Knorr zakłada Knorr-Bremse GmbH niedaleko Berlina. Firma rozwija hamulec pneumatyczny dla pociągów i staje się wiodącym europejskim producentem systemów hamulcowych do pojazdów szynowych. Bruno Kunze i Knorr projektują hamulec Kunze-Knorr, później rozszerzony o hamulec Hildebrand-Knorr z Wilhelmem Hildebrandem. |
| 1911    | Georg Knorr umiera podczas rekonwalescencji w Davos, w Szwajcarii. Założenie Knorr-Bremse AG. |
| 1918-27 | Deutsche Reichsbahn wyposaża pociągi pasażerskie i towarowe w automatyczny hamulec pneumatyczny Kunze-Knorr (KK). |
| 1920    | Dawny zakład BMW w Monachium staje się jednostką zależną, produkującą systemy hamulcowe, jako Süddeutsche Bremsen AG. |
| 1923    | Rozwój hamulca pneumatycznego do pojazdów użytkowych i przyczep. |
| 1931-39 | System hamulcowy Hildebrand-Knorr (HiK) używany jest w pociągach ekspresowych w 17 krajach. 90% wszystkich samochodów ciężarowych w Niemczech w przedziale 7–16 t wyposażonych jest w układy hamulcowe Knorr. |
| 1945-53 | Siedziba przedsiębiorstwa zostaje przeniesiona z Berlina do Monachium (dawne Süddeutsche Bremsen AG) w Bawarii. Rozwój i produkcja układów hamulcowych zostaje wznowiona w zachodniej części Niemiec, ze szczególnym uwzględnieniem systemu HiK.                                                                         |
| 1955    | Prezentacja systemu hamulcowego „Knorr-Bremse mit Einheitswirkung” (KE) do wagonów pasażerskich oraz towarowych. |
| 1972    | ABS (Anti-lock braking system) dla użytkowych pojazdów drogowych. |
| 1985-93 | W trakcie trudnej fazy rozwoju firmy, Heinz Hermann Thiele nabywa większość udziałów i wprowadza radykalny program restrukturyzacji. Knorr-Bremse staje się globalną Firmą. Zawór rozrządczy AAR DB60 do wagonów towarowych zyskuje dostęp do rynku Ameryki Północnej.                                                   |
| 1992    | Wprowadzenie pneumatycznych hamulców tarczowych do pojazdów użytkowych. Rozpoczęcie produkcji seryjnej w roku 1996. |
| 1999    | Robert Bosch GmbH scala działalność w sektorze elektronicznego sterowania hamulcem z Knorr-Bremse Commercial Vehicle Systems. Knorr-Bremse przejmuje 60% udziałów uzyskując ogólną kontrolę kierowniczą joint venture; Bosch zachowuje 20% udziałów.                                                                     |
| 2002    | Knorr-Bremse przejmuje Bendix Commercial Vehicle Systems od Honeywell, Bendix staje się spółką zależną. Grupa Knorr-Bremse po raz pierwszy osiąga sprzedaż w wysokości 2,1 miliarda EUR. Wprowadzenie modułowego systemu hamulcowego dla lokomotyw.                                                                      |
| 2004    | Bezolejowa sprężarka do pojazdów szynowych. System sprężarki ze sprzęgłem dla pojazdów drogowych. |
| 2005    | Stulecie pracy. |

## Produkty

### Pojazdy szynowe
Knorr-Bremse produkuje kompletne systemy hamulcowe dla całego taboru kolejowego oraz systemy drzwiowe, toalety, klimatyzacje, sprzęgi i wycieraczki. W 2000 roku Knorr-Bremse nabył brytyjskiego producenta Westinghouse Brakes (dawny oddział Westinghouse Brake and Signal Company Ltd) od Invensys, a następnie przeniósł działalność z Chippenham do pobliskiego miasta Melksham, w hrabstwie Wiltshire.
Od 2002 roku Knorr-Bremse pracuje nad systemem zmiennego rozstawu kół dla bardziej efektywnych rozwiązań w zakresie problemów z różną szerokością szyn.

### Pojazdy użytkowe
Knorr-Bremse rozwija i produkuje systemy hamulcowe do pojazdów użytkowych, od 1920 roku dla samochodów ciężarowych i ciągników siodłowych powyżej 6 ton, autobusów, przyczep oraz pojazdów specjalnych.

## Działalność w Polsce
Knorr-Bremse Systemy Kolejowe Polska Sp. z o.o. jest lokalnym oddziałem Knorr-Bremse, który działa na rynku polskim od 1999 roku. Od 2006 r. siedzibą przedsiębiorstwa jest Kraków.
W roku 2015 Knorr-Bremse Polska osiągnęła sprzedaż w wysokości 234,9 miliona PLN zatrudniając blisko 100 pracowników.
Oddział Knorr-Bremse w Polsce posiada kompetencje w zakresie projektowania systemów hamulcowych, kierowania projektami oraz prowadzi lokalny serwis urządzeń Knorr-Bremse, dostarczonych na polski rynek. Odpowiada również za dystrybucję produktów Grupy Knorr-Bremse na terenie Polski oraz Ukrainy, w tym systemów hamulcowych, drzwiowych, klimatyzacji i osprzętu elektrycznego do pojazdów szynowych.
Oddzielną firmą jest Knorr-Bremse SfN Polska Sp. z o.o. Odpowiada ona za dystrybucję części do pojazdów użytkowych. Siedziba przedsiębiorstwa znajduje się w Warszawie.